# ویلیام لوگان (دوچرخه‌سوار)
ویلیام لوگان (انگلیسی: William Logan; ۹ دسامبر ۱۹۱۴ – ۲ اکتبر ۲۰۰۲) دوچرخه‌سوار اهل ایالات متحده آمریکا بود. وی در بازی‌های المپیک تابستانی ۱۹۳۶ شرکت کرده است.